# わんだ〜・わ〜るど
『わんだ〜・わ〜るど』は、片岡みちるによる日本の漫画作品。
『なかよし』（講談社）にて1991年2月号から1992年3月号まで連載された。全14話。単行本は同社の講談社コミックスなかよしより全2巻。

## 書誌情報
- 片岡みちる 『わんだ〜・わ〜るど』 講談社〈講談社コミックスなかよし〉、全2巻
  1. 1992年4月6日第1刷発行、ISBN 4-06-178715-2
  2. 1992年9月5日第1刷発行、ISBN 4-06-178728-4

  - 表題作のほか、読み切り作品として1巻には「まじかる・みすてりー・しゅがー」「みおちゃんちの人魚姫」が、2巻には「渡しそびれたひとりごと」「月夜のお茶会」「ごぉ・とぅー・すくーる」がそれぞれ同時収録されている。